# Ostréiculture
 (janvier 2018).
Améliorez-le ou discutez des points à vérifier. 
 (janvier 2018).
L’ostréiculture est l'élevage des huîtres.

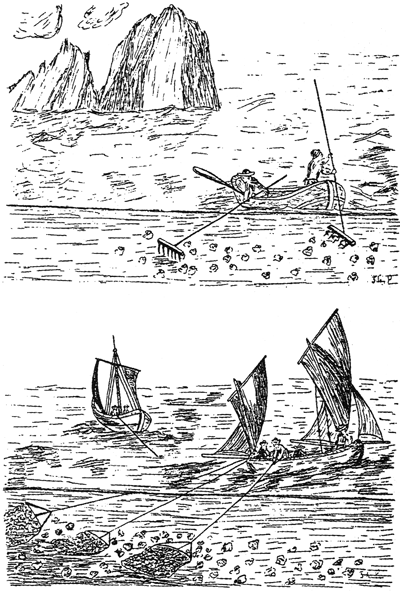
L’Encyclopédie de Diderot et d’Alembert illustre dans son article pêches de mer en 1771 la récolte d'huîtres par râteaux et dragues.

Dans les années 2000, la production mondiale annuelle est comprise entre 3 et 4 millions de tonnes, principalement des huitres creuses.

## Historique

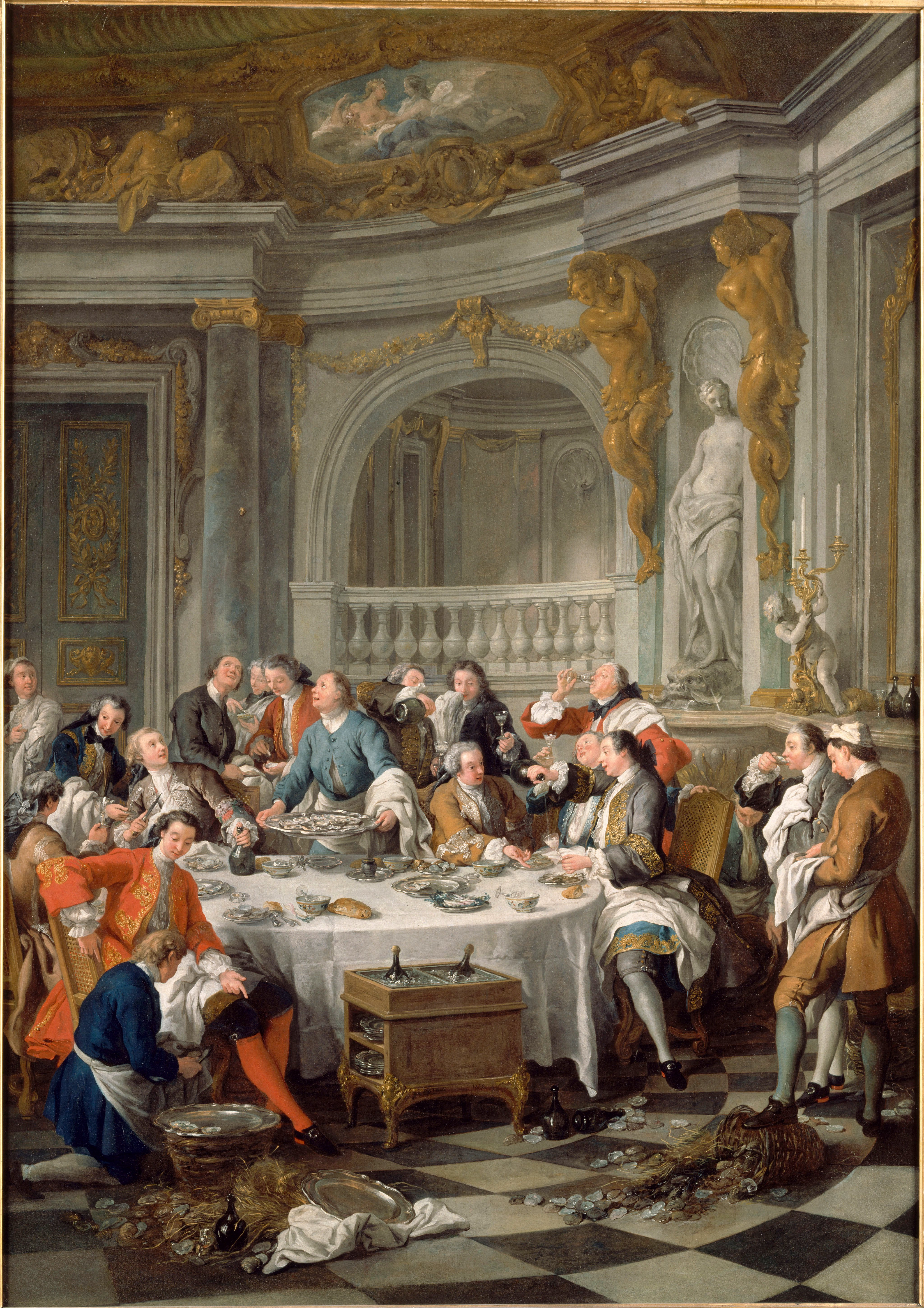
Le Déjeuner d’huîtres de Jean-François de Troy (1735). La consommation aristocratique et urbaine entraîne une surexploitation des bancs naturels au XVIIIe siècle conduisant les autorités à promouvoir la production huîtrière par l'élevage contrôlé.

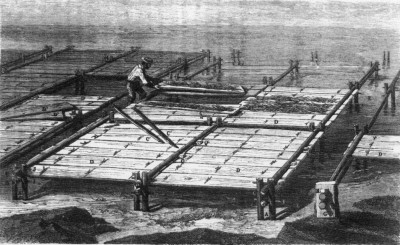
Plancher collecteur mis au point par Ferdinand de Bon (1861).

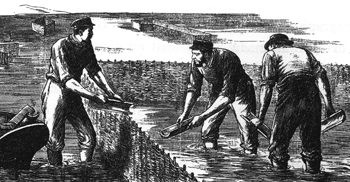
Utilisation de tuiles (gravure de 1881).

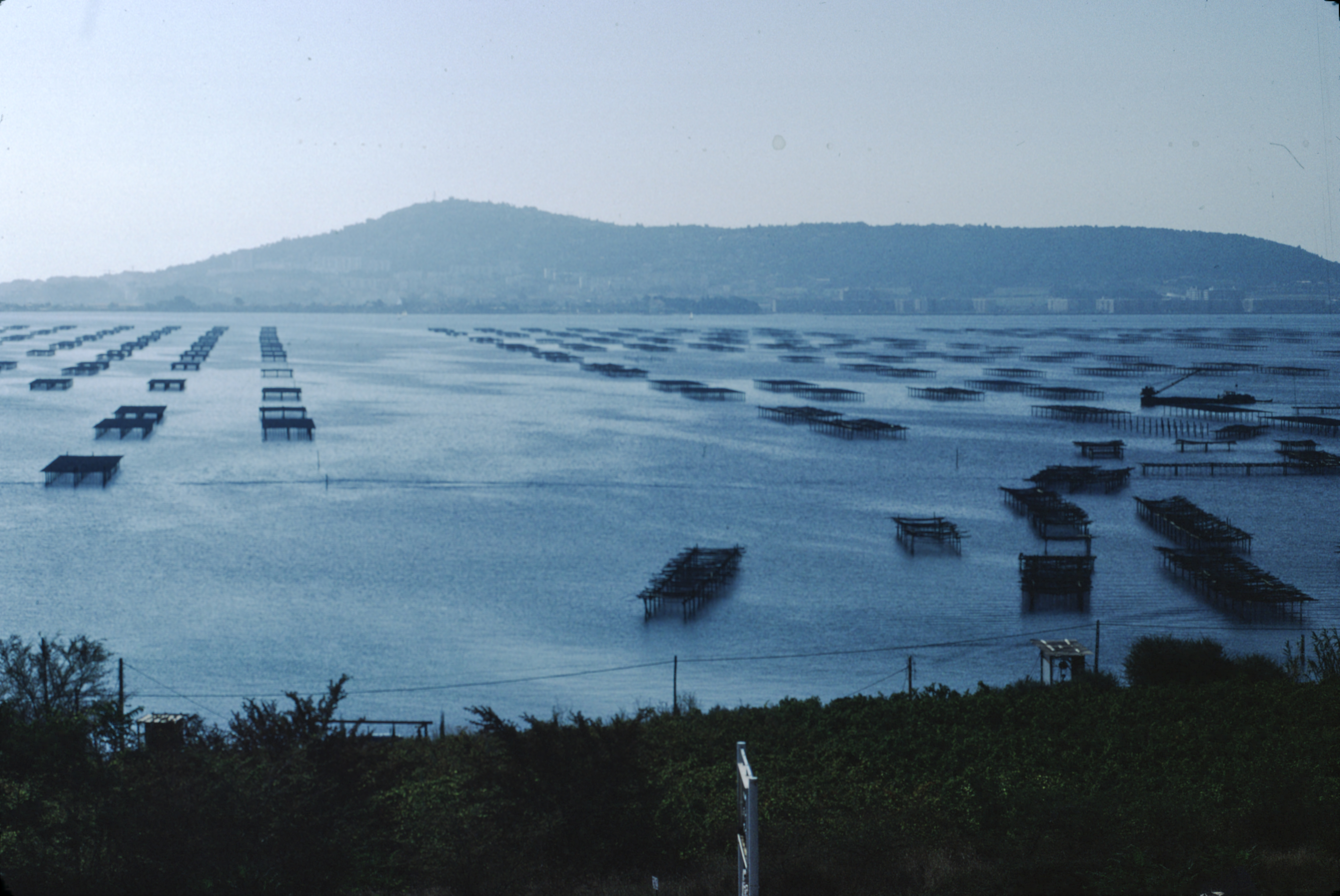
Parc à huitres à Sète en 1974.

Avant l'élevage des huîtres, leurs récifs ont dominé les estuaires du monde entier, alimentant les économies côtières et les civilisations depuis les hommes préhistoriques, comme l'attestent les amas coquilliers anthropiques sur les littoraux.
Les prémices de l'ostréiculture existent déjà chez certaines populations chinoises qui posent des collecteurs (blocs de pierre, bambous entaillés garnis de coquilles d'huîtres) pour capter le naissain 2 000 ans AEC.
Les Grecs et les Romains sont très friands de l'huître plate, huître indigène européenne. L'importation à Rome des huîtres des côtes européennes aussi bien atlantiques que méditerranéennes, fait l'affaire des négociants et des transporteurs. Les vestiges archéologiques ne permettent pas de savoir si ces huîtres importées sont pêchées ou élevées à cet effet.
Les prémices de l'ostréiculture existent aussi chez les Romains (les dépotoirs révèlent une consommation particulièrement importante à cette époque) qui, selon Pline l'Ancien, réalisent une technique d'affinage dans des « parcs à huîtres » ou « viviers à huîtres » que désignent le mot latin ostriaria. La pêche et la culture des huîtres plates chez les Gallo-romains est attesté en Armorique dès le IVe siècle.
Les invasions barbares mettent fin à l’ostréiculture qui ne parvient pas à se développer durant le haut Moyen Âge où les gisements suffisent à couvrir la consommation, ne redevenant une activité économique qu'au XIe siècle. Les huîtres se consomment à cette époque décoquillées, sans doute séchées dans le sel, conditionnées dans une saumure ou marinées dans du vinaigre, avant d'être « exportées » vers l'intérieur des terres pour les populations aisées dans les villes. La consommation peut être localement importante, comme l'attestent les buttes coquillières de Granville, Beauvoir-sur-Mer ou Saint-Michel-en-l'Herm qui témoignent de l'activité d'importants ateliers d'écaillage médiévaux destinés à l'alimentation mais aussi à l'exploitation des coquilles pour fortifier les coquilles d'œufs des poules, ou pour la production de chaux ou d'amendements agricoles. À la Renaissance, sa renommée s'accroît encore (l'huître qui se consomme décoquillée et cuite, figure dans de nombreux livres de cuisine), si bien que la facilité de son exploitation et la pêche excessive entraînent probablement l'épuisement de nombreux bancs naturels. Le XVIIe siècle voit le développement des bassins ostréicoles pour répondre à la demande des huîtres consommées écaillées, mais les huîtres restent plus une ressource de subsistance pour les populations littorales qu'une denrée commerciale (surplus limité à une consommation aristocratique et urbaine). Au XVIIIe siècle, Louis XIV est friand des huîtres plates verdies à Courseulles et celles de l’estuaire de la Seudre. Louis XV et Louis XVI essaient vainement d'en réglementer la pêche.
Jusqu'au XIXe siècle, l'ostréiculture consiste dans le dragage des bancs naturels, les huîtres étant, soit livrées directement à la consommation, soit placées dans des parcs situés sur le littoral au voisinage des bancs huîtriers (affinage dans les claires du bassin ostréicole de Marennes-Oléron dès le XVIIe siècle).
Sous le Second Empire, les huîtres connaissent un tel succès sur les tables averties qu'en 1852, donnant suite à un rapport alarmiste du ministère de l'agriculture et du commerce relatif à la chute de la production des gisements naturels d'huîtres, l’administration maritime doit réglementer la drague qui n'est autorisée que du 1er septembre au 30 avril, du lever au coucher du soleil.
Napoléon III fait nommer Victor Coste à la tête d'une mission chargée d'aller voir et de comparer les méthodes utilisées pour capturer et élever les huîtres sur les côtes de France et d'Italie. Nommé inspecteur général des pêches maritimes, poste qui sera supprimé à sa mort, il développe, avec le Commissaire de marine Ferdinand de Bon, des expériences d'huîtrières artificielles, notamment à Arcachon en 1859. Il crée également, la même année, la station marine de Concarneau.

De nombreuses missions scientifiques à l'étranger et échanges entre savants ont alors lieu à propos de l'ostréiculture. Ainsi, en 1864, le naturaliste Franck Buckland visite les installations de Coste, afin de les transplanter à Herne Bay, suivi, en 1868, d'une mission du Board of Trade britannique. Coste est considéré comme le père fondateur de l'ostréiculture moderne en mettant en place le captage du naissain et le développement des premiers parcs installés dans la zone de balancement des marées dans les années 1860. La même année, le zoologiste Karl Möbius tente d'implanter ces méthodes dans le Schleswig-Holstein. En 1884, le professeur P.C.C. Hoek publie un rapport sur l'ostréiculture dans l'embouchure de l'Escaut, qui comprend des références aux expériences étrangères. Enfin, Rodolfo Allodi est chargé par le gouvernement de Trieste d'une enquête sur l'ostréiculture française,. Ces échanges sont favorisés par les revues scientifiques (Revue maritime et coloniale, Bulletin of Fish and Fisheries commission, revue de la Société impériale d'acclimatation) ou de vulgarisation (La Nature).
À l'époque, les cabanes en bois des ostréiculteurs servent à entreposer le matériel et à vendre leur production, en vrac ou en gros.
Le peintre Jacques-Eugène Feyen, lorrain et parisien, qui passe ses étés à Cancale de 1869 à sa mort en 1908, a abondamment présenté le travail des pêcheurs et des glaneuses d'huîtres dans des tableaux toujours recherchés.

## Métier

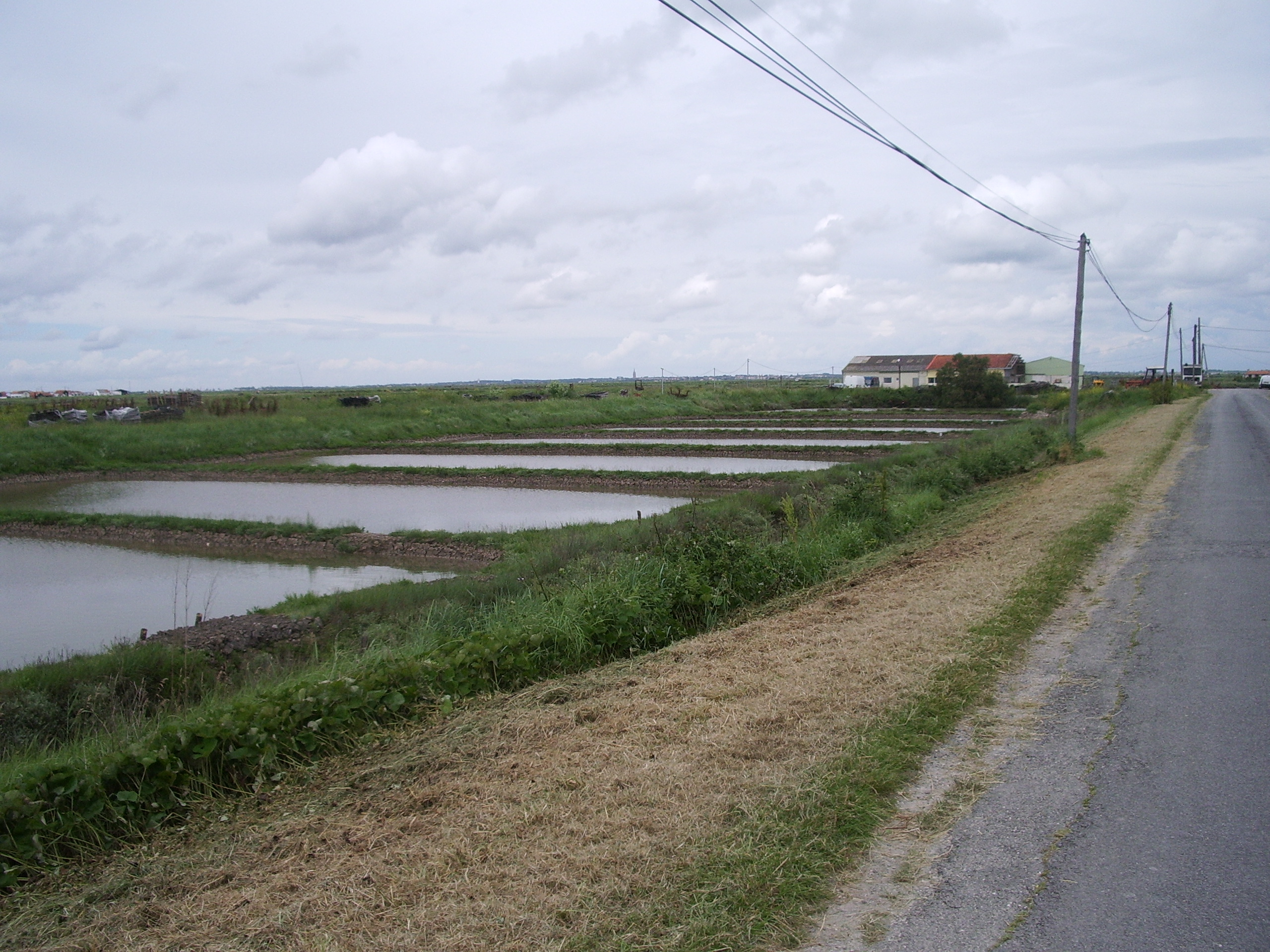
Parcs d'élevage ou « claires », traditionnelles à Étaules

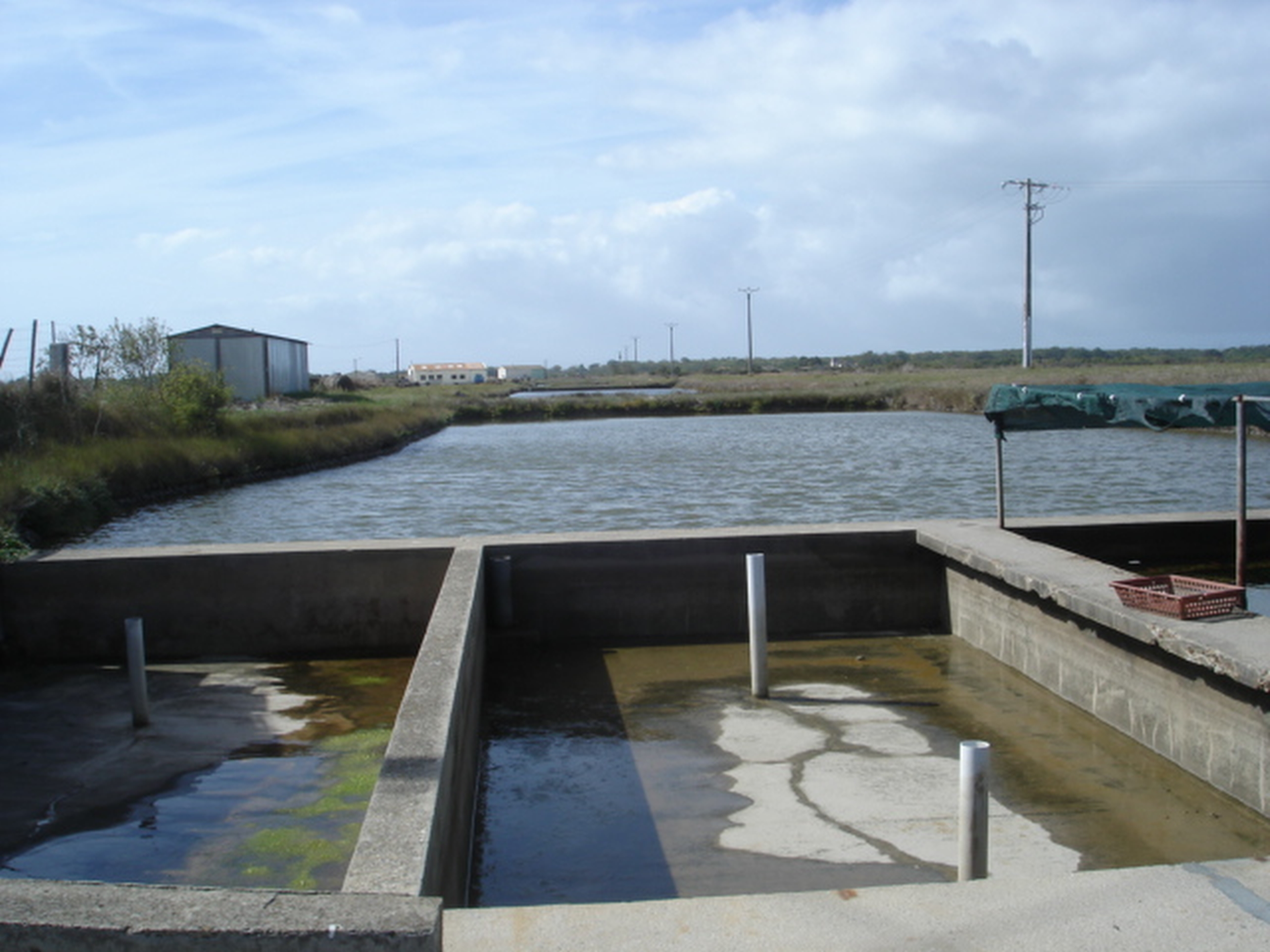
Parcs d'élevage ou « claires », maçonnées sur l'Île d'Oléron

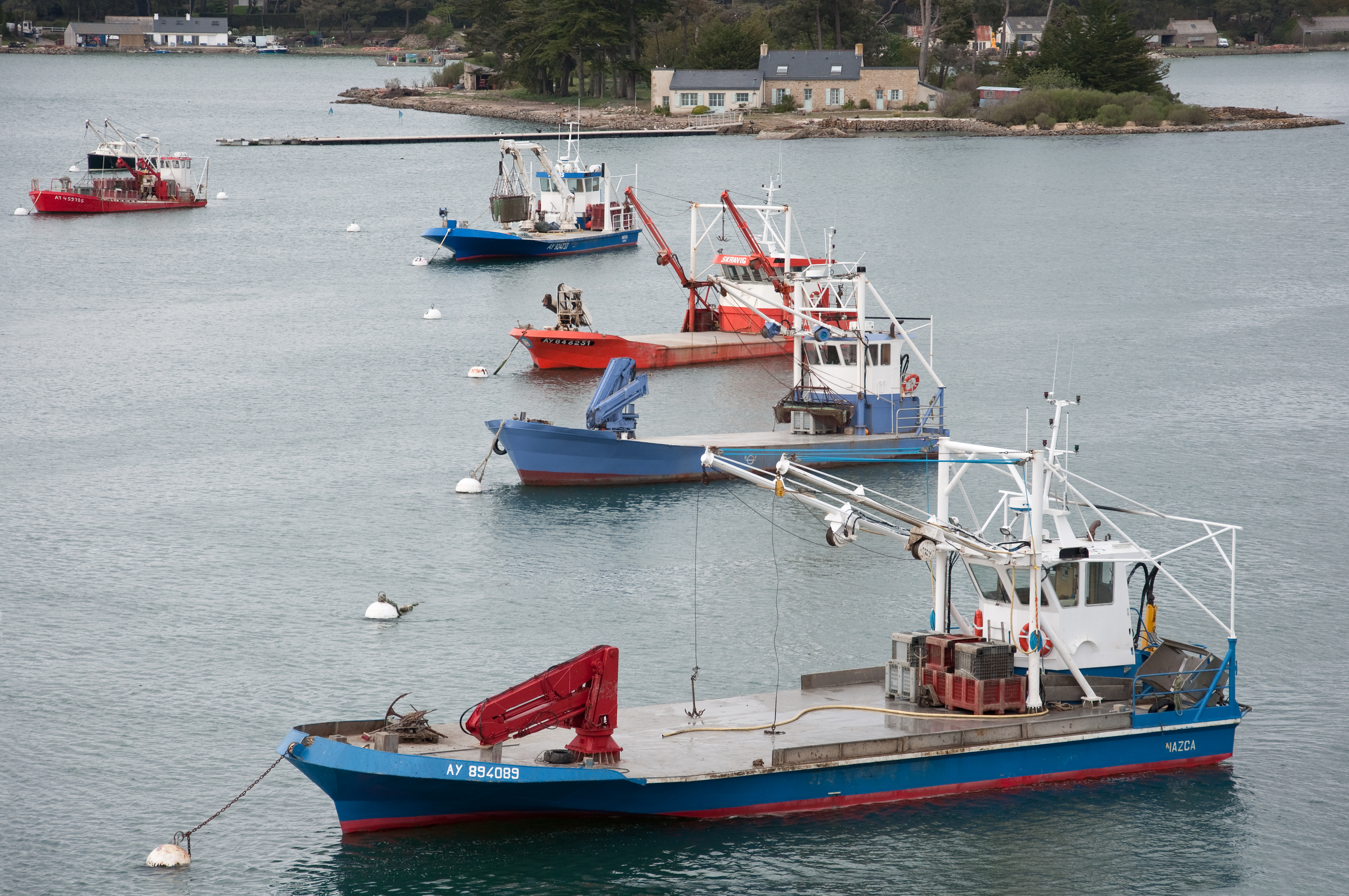
Bateaux ostréicoles à l'amarre sur la rivière de Crac'h (La Trinité-sur-Mer, Morbihan)

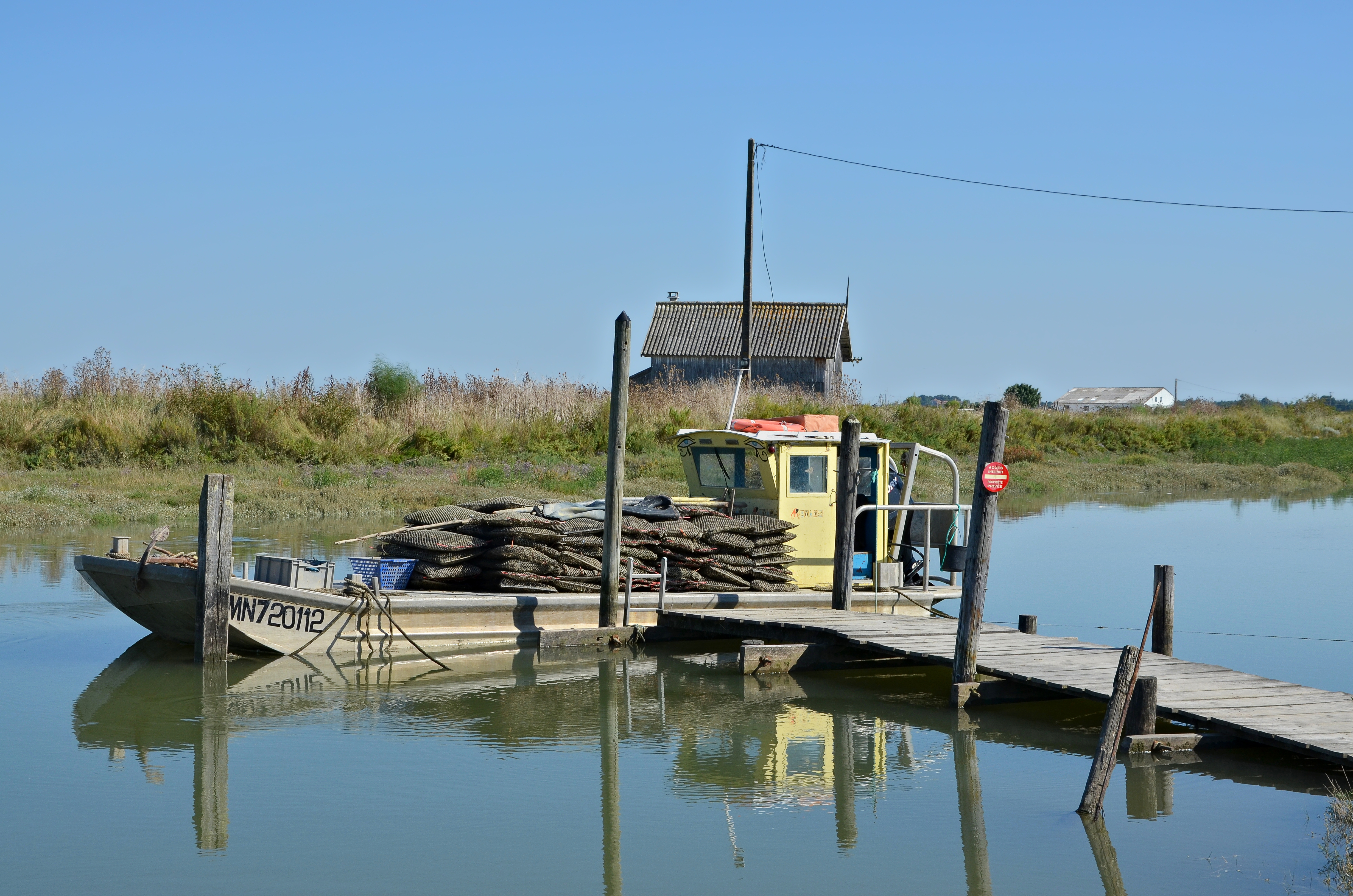
Chaland chargé de poches d'huîtres, Chaillevette, Charente-Maritime

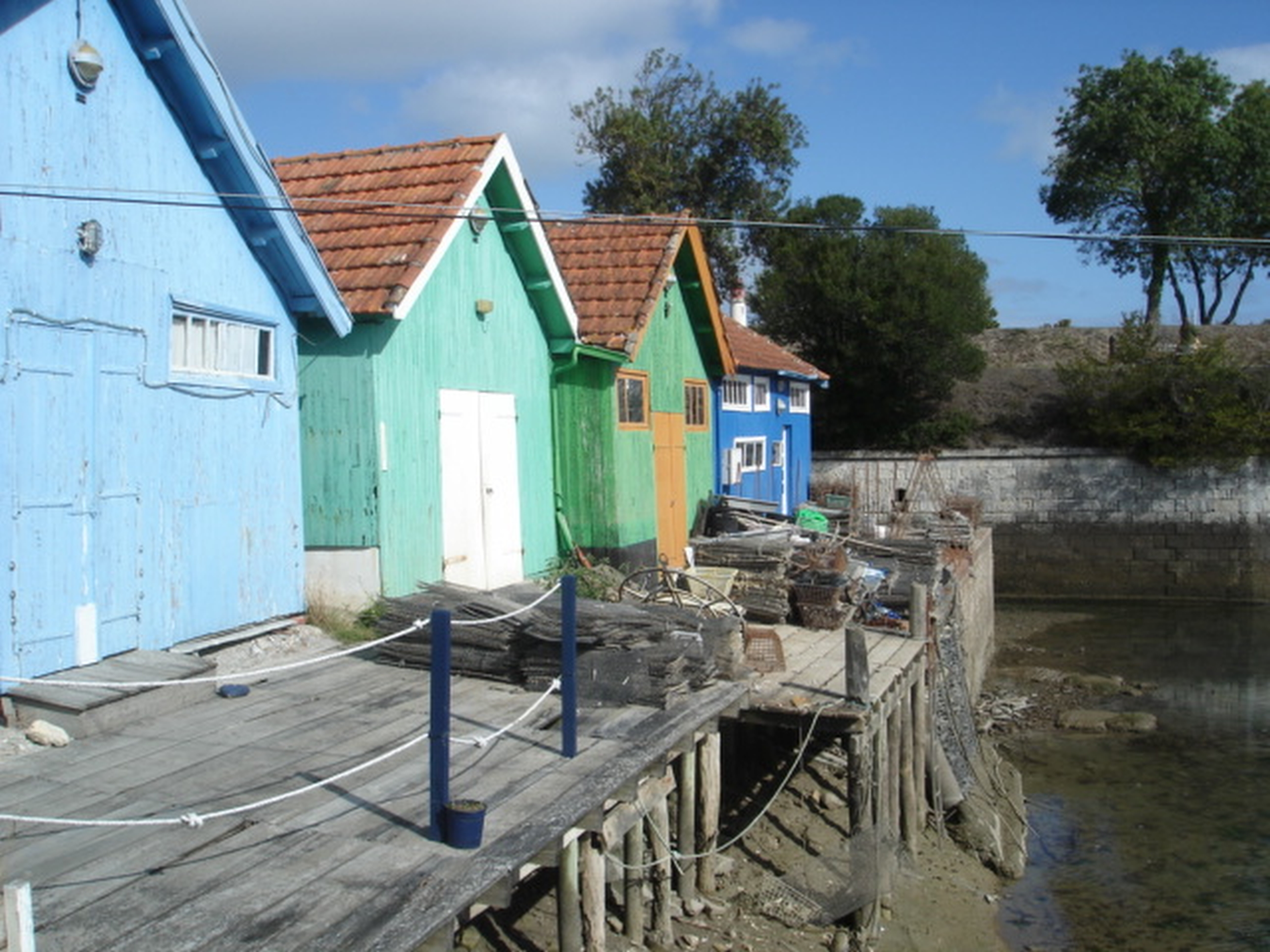
Cabanes d'ostréiculteurs

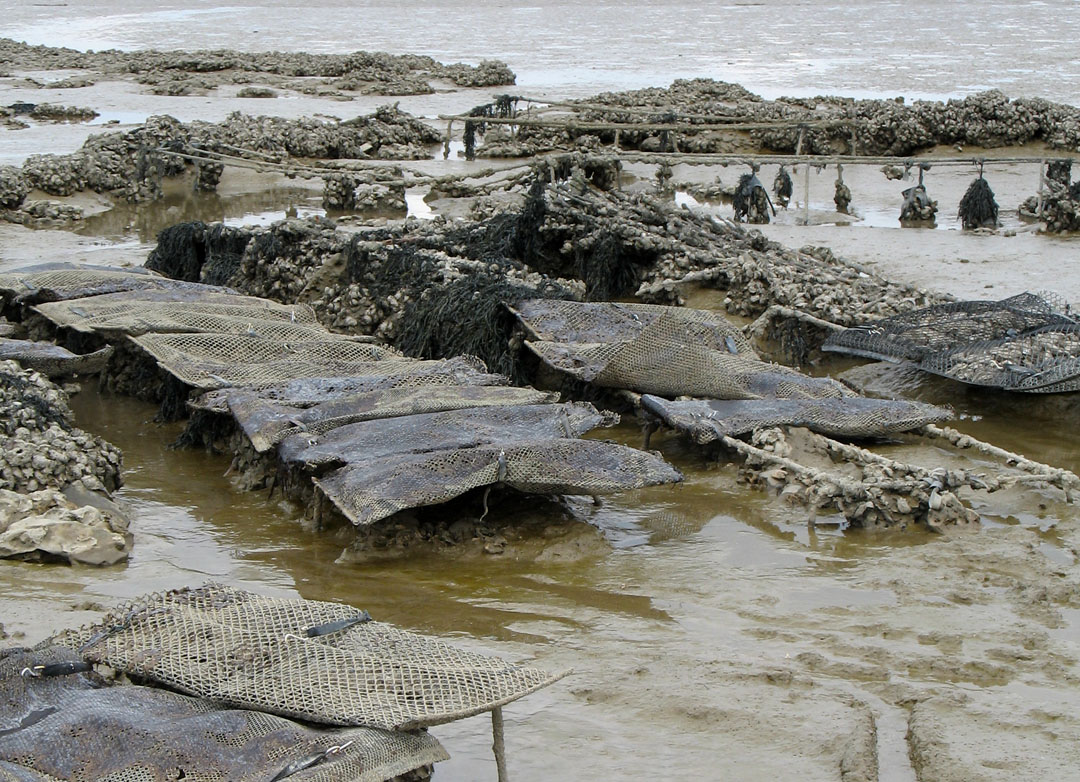
Poches d'huîtres sur une plage de Fouras

### Captage
Les ostréiculteurs captent les larves après la ponte à l’aide de collecteurs sur lesquels elles se fixent :  tuiles romaines chaulées, chapelets d’ardoises bois, fer, tubes cannelés ou coupelles en plastique (inférieures à 6 mois)
Ces larves ne peuvent nager que verticalement et sont donc dispersées par les courants. Après 3 semaines de vie planctonique, elles vont chercher à se fixer sur un support et devenir des « huîtres vraies » d'un point de vue morphologique. À ce stade, elles sont dénommées « naissain ». Après 18 mois, les ostréiculteurs retirent les jeunes huîtres de ces supports et les transportent dans leurs bateaux ostréicoles à fond plat ou de grands chalands appelés « plates » jusqu’aux parcs d’élevage.

### Élevage
L'ostréiculture actuelle dénombre quatre techniques d'élevage principales selon la nature du sol, le coefficient des marées :
- en suspension sous tables d'élevage (en Méditerranée) ou sous filières.
- « à plat » : au sol émergent (huîtres semées sur l'estran, puis récoltées par dragage). Technique en déclin en raison du taux de mortalité (prédation par l'étoile de mer, la daurade, le bigorneau-perceur et l'huîtrier-pie[21])
- en eau profonde (huîtres immergées totalement dans des cages).
- en surélevé (huîtres installées dans des poches placées sur une structure — table, cadre ou tréteau — et élevées dans des parcs de l'estran)

Les jeunes huîtres sont de nos jours le plus souvent réparties dans des poches (sacs constitués de grillage plastique) et disposées sur l'estran sur des tables (structures métalliques) ou parfois encore semées à la volée sur le sol. Ces tables doivent être judicieusement disposées, car elles peuvent modifier le régime hydrosédimentaire.
Le travail de l'ostréiculteur consiste à retourner les poches, afin que toutes les huîtres puissent croître dans de bonnes conditions et avec une forme régulière, et à nettoyer ces poches pour que l'eau de mer y circule bien.
Après une période plus ou moins longue suivant la richesse de l'eau, les huîtres sont triées par catégorie de poids (calibrage).
Sur le littoral charentais ou vendéen, elles peuvent être affinées en claires, bassins en argile alimentés par un mélange d'eau de mer et d'eau douce, où elles peuvent prendre une couleur verte (verdissement). Lorsqu'elles sont élevées plusieurs mois en claire, elles peuvent alors obtenir l'appellation "pousse en claire" ou devenir des "super-speciales" si elles sont très travaillées.
En Normandie, les huîtres sont affinées sur les parcs situés en haut de l'estran où l'influence des marées est plus importante : ainsi les huîtres prennent leur goût spécifique et s'habituent à être exondées.
L'ostréiculture se pratique d'une manière différente dans les étangs de la Méditerranée (étang de Thau, étang de Leucate). L'élevage est vertical au lieu d'être horizontal. Le marnage de la Méditerranée étant très faible, l'immersion est permanente. Certains producteurs ont néanmoins mis en place des systèmes d'exondation des huîtres manuels ou automatiques. L'ostréiculture est pratiquée sur tables d'élevage.
- Les naissains sont suspendus à des cordes à trois torons qui plongent dans l'eau, ce sont les huîtres « détroquées ».
- Une autre méthode consiste à fixer les petites huîtres sur des cordes de nylon de 3 ou 4 mètres de long avec un peu de ciment. Autrefois on utilisait des barres de bois de palétuvier. Elles seront ainsi plus soignées, plus belles, et se vendront plus cher, ce sont les huîtres « collées ».

L'élevage des huîtres de Cancale
L'élevage des huîtres de la baie de Cancale est une pratique reconnue par le ministère de la Culture et inscrite à l'inventaire du patrimoine culturel immatériel en France en 2019.

### Affinage
Les huîtres adultes sont placées dans des bassins d'affinage dits « claires » dans le but de modifier les qualités organoleptiques, la taille ou la couleur de l'huître ou encore la dureté de la coquille. Elles y prennent une couleur verte grâce à une alimentation composée notamment de la navicule bleue, une diatomée (microalgue unicellulaire produisant un pigment dénommé marennine.
Le parc d'affinage est situé en mer, sur la côte ou sur l'estran le plus proche de la côte (aber, ria, fond de baie, anciens marais salants, etc).
Les ostréiculteurs mettent les huîtres à dégorger dans des bassins de décantation pour expulser la vase et le sable. Certains ont installé un injecteur d'oxygène pour lutter contre certains plancton et bactéries toxiques ou pathogènes (qui remontent alors en écume, facile à retirer).
Puis les huîtres sont mises en bourriches pour être expédiées, après contrôle sanitaire, aux restaurateurs, aux particuliers sur place, aux marchés ou aux poissonniers.

## Marché ostréicole
Les Chinois sont les premiers consommateurs et producteurs d'huîtres avec 3,7 millions de tonnes produites en 2005, soit 80 % du marché mondial. Suivent ensuite la Corée du Sud (241 000 tonnes), le Japon (210 000 tonnes), les États-Unis (129 000 tonnes) et la France (105 000 tonnes). L'huître creuse (aussi appelée huître japonaise) Crassostrea gigas représente 93 % du marché ostréicole mondial et 98 % du marché français.
Le marché français accuse une baisse de production depuis 1995 qui s'explique notamment par des maladies auxquelles ce mollusque est très sensible (parasites protozoaires, infections bactériennes, virus…). Cette production atteint 79 000 tonnes en 2013 pour remonter à 100 000 tonnes en 2020,. Ce marché représente néanmoins 90 % de la production européenne. 950 entreprises ostréicoles emploient 17 800 salariés. Longtemps issue du captage naturel, la reproduction des huîtres se fait de plus en plus en écloserie, les huîtres triploïdes constituant 50 % de la production française en 2014 selon le Syndicat conchylicole national.

## Interactions avec l'environnement
Les huîtres se nourrissent en filtrant l'eau. Elles peuvent donc s'intoxiquer, notamment au stade larvaire, dans une eau polluée (par exemple par le cuivre ou les organoétains toxiques libérés dans l'eau de mer par certains antifoulings. L'acidification des océans dû aux émissions humaines excessives de gaz carbonique dans l'air commence aussi à poser des problèmes aux larves qui dans une eau trop acide ne peuvent plus normalement synthétiser leur coquille larvaire (dite « prodissoconque »).
Elles peuvent aussi modifier l'écosystème, après y avoir été introduites par l'homme. Comme la conchyliculture en général, et comme l'élevage de moules à grande échelle en particulier, les installations d'élevage quand elles sont de taille importante peuvent notamment localement modifier la vitesse des courants et la dynamique sédimentaire. Ces effets sédimentaires et de biodéposition peuvent se faire sentir de manière exacerbée dans les zones faiblement profondes où la sédimentation est active comme dans la Baie du Mont Saint-Michel.

## Effets économiques positifs et négatifs de l'élevage et de la sélection
Les importations de souches étrangères d'huitres ont été causes d'importations de parasites qui ont décimé les populations françaises naturelles et l'élevage à partir de larves d'huîtres en écloserie, s'il permet des gains de productivité et une standardisation de la production, est également source de perte de diversité génétique, de risque de dérive génétique et d'un déficit de sélection naturelle qui peut à long terme conduire à un affaiblissement des populations.

## L'ostréiculture en images

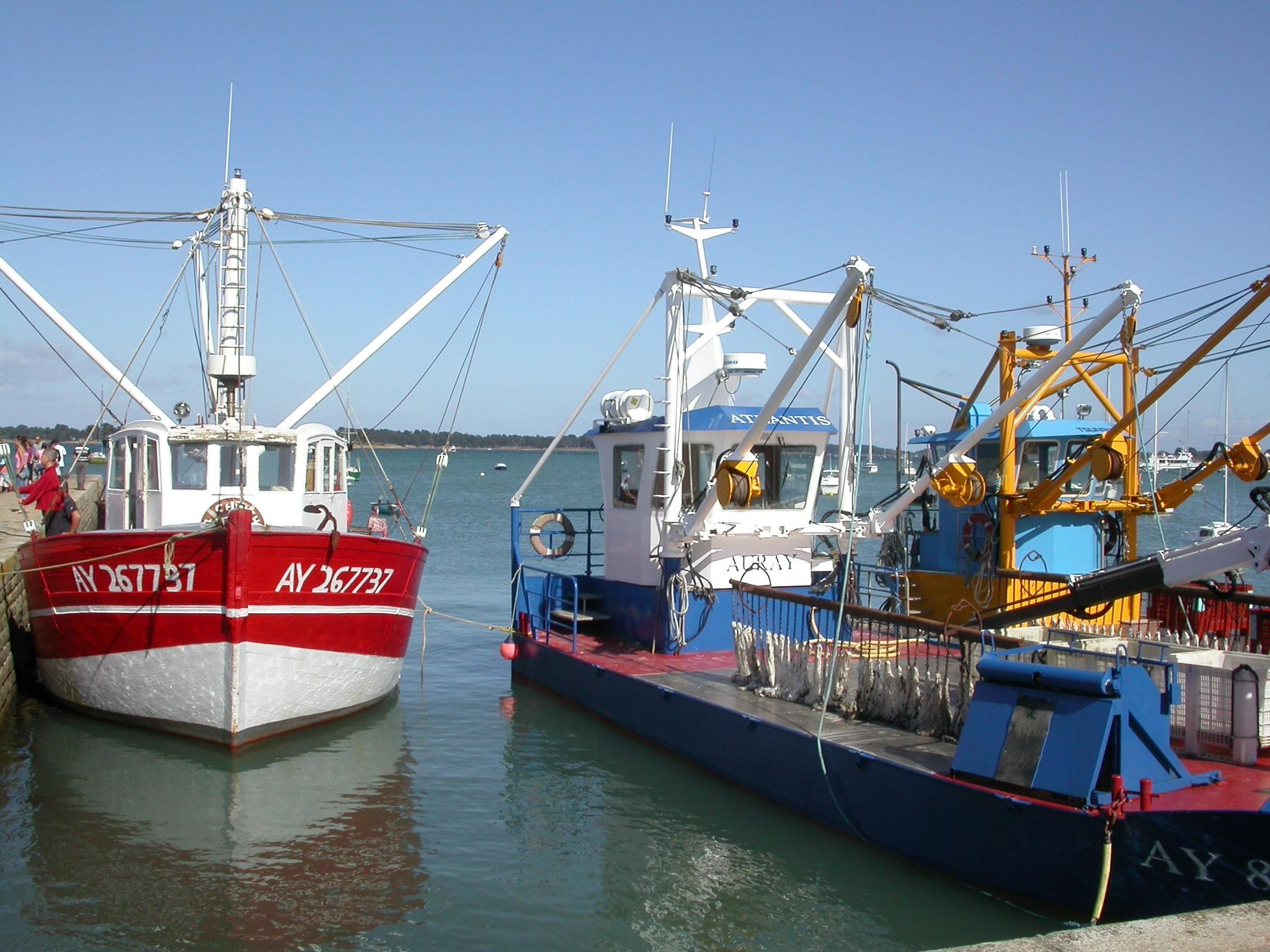
Vue du port à la fête de l'huître de Locmariaquer
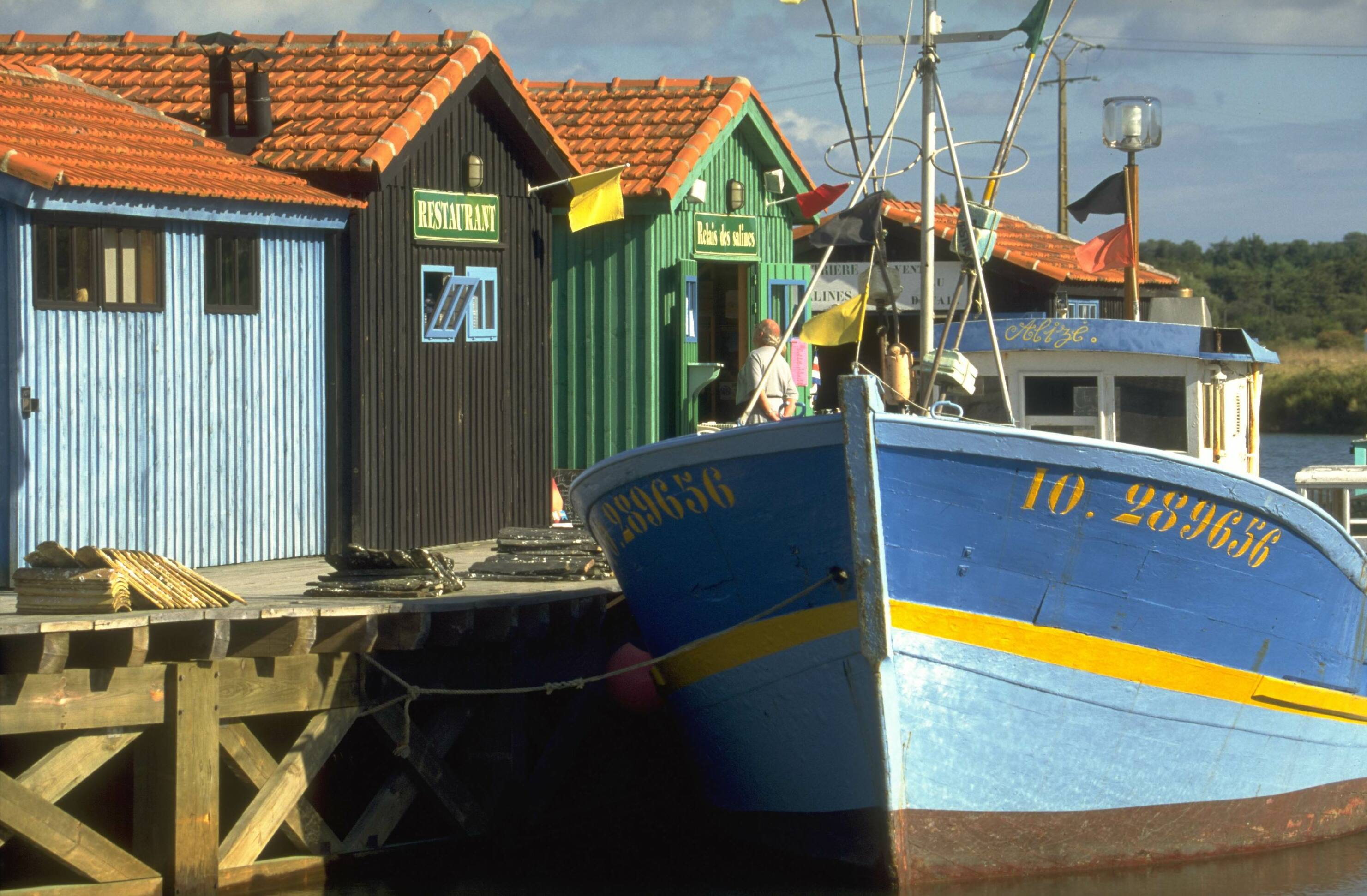
Port ostréicole des Salines (Le Grand-Village-Plage, île d'Oléron)
Cabanes ostréicoles (Marennes-Oléron).
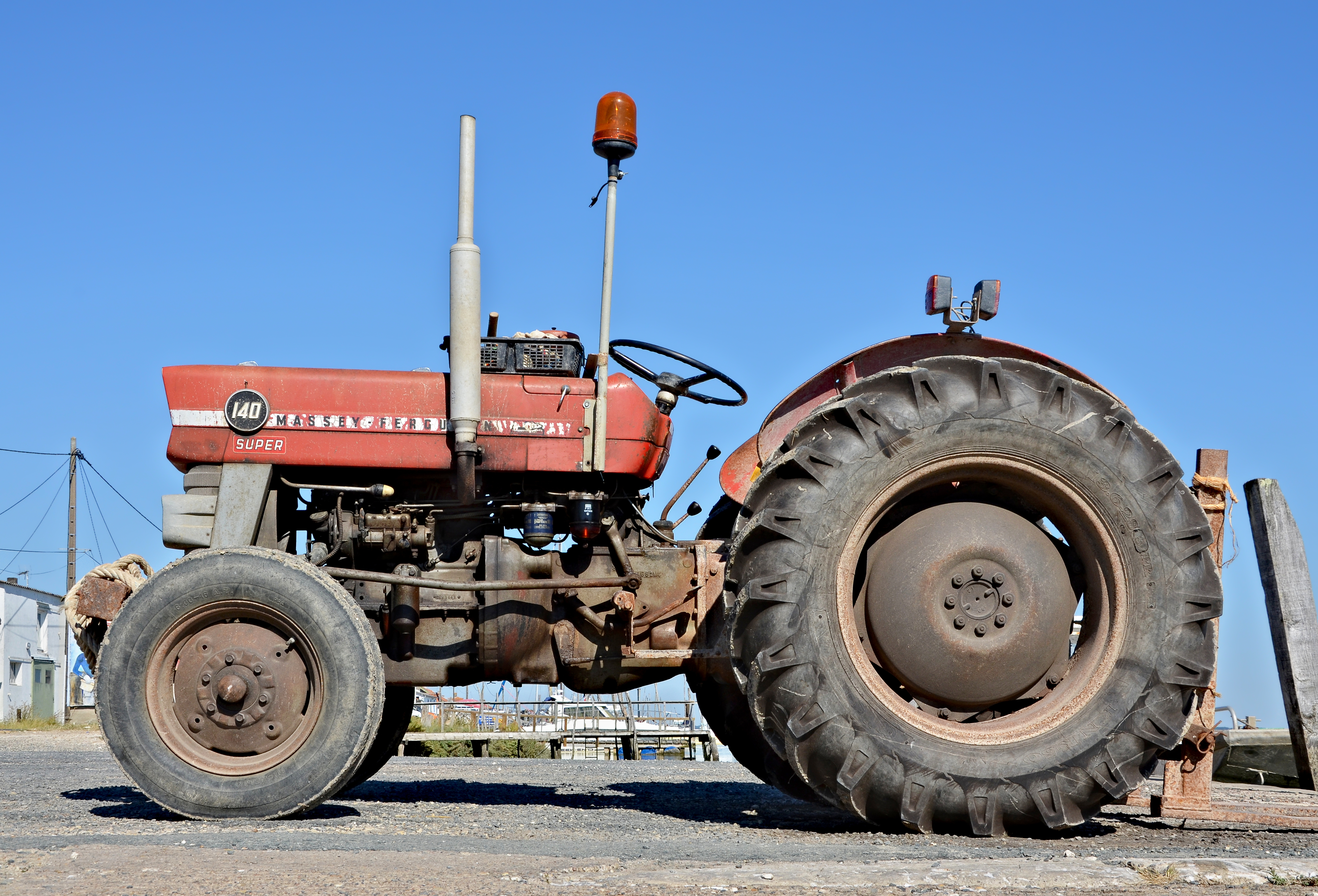
Tracteur à Chatressac (Chaillevette)
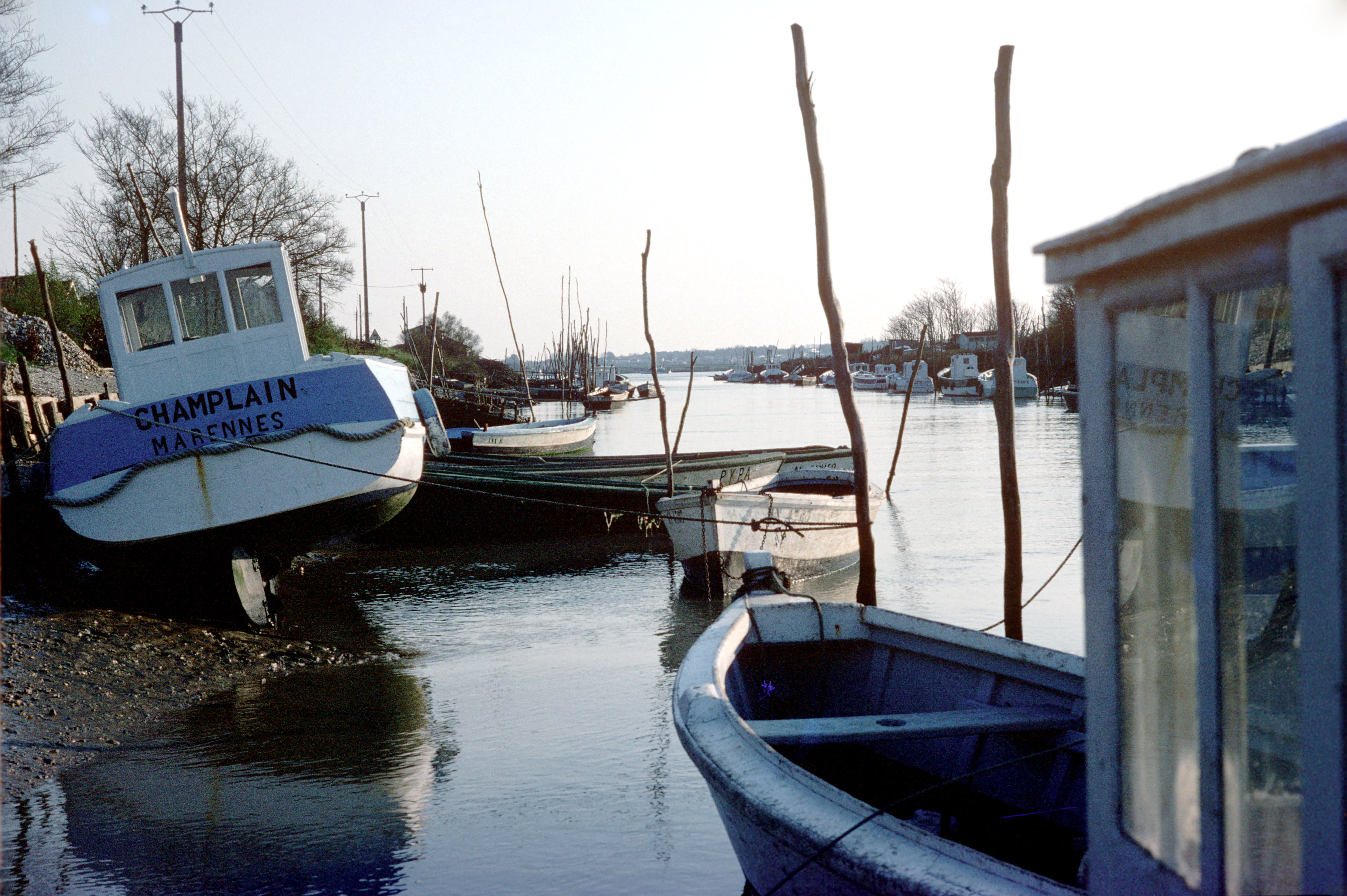
Bateaux de pêche à La Cayenne (estuaire de la Seudre).
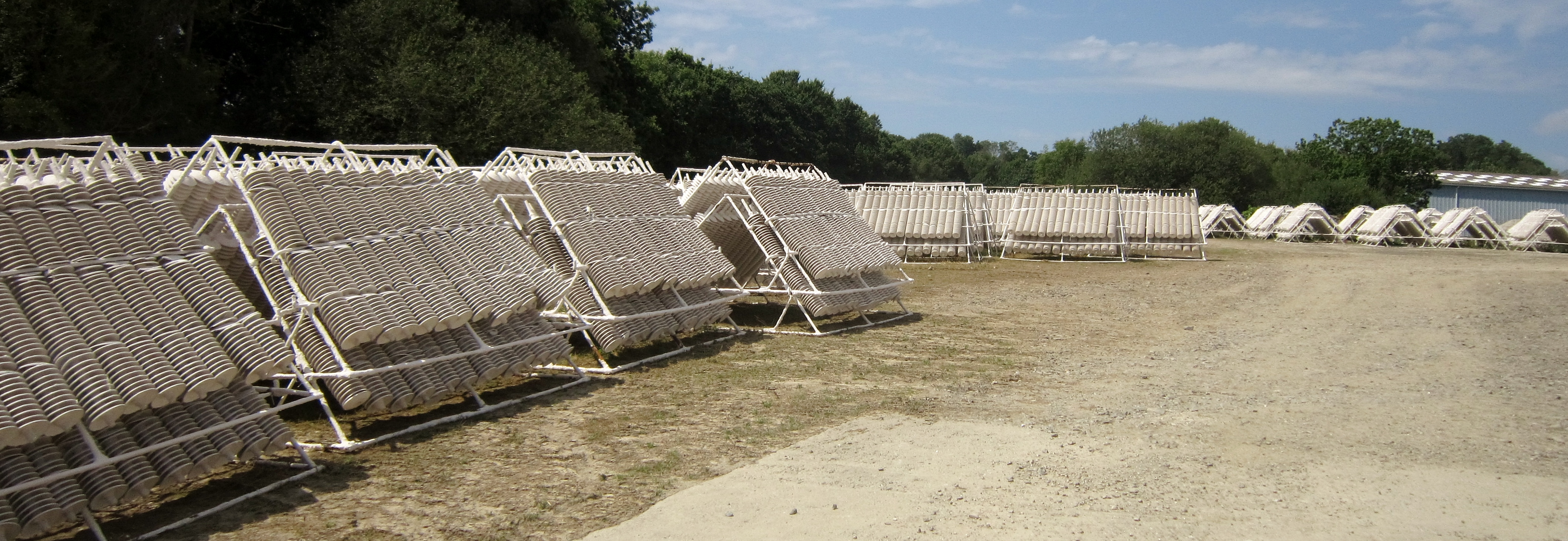
Rive nord de la ria de la Rivière du Faou en amont de Lanvoy (en Hanvec) : tuiles ostréicoles.